# Pomnik Fryderyka Chopina w Dusznikach-Zdroju
Pomnik Fryderyka Chopina w Dusznikach-Zdroju – pomnik polskiego pianisty i kompozytora Fryderyka Chopina znajdujący się w Parku Zdrojowym, przed południowym wejściem do Teatru Zdrojowego im. Fryderyka Chopina w Dusznikach-Zdroju.
Całopostaciowy, monument z brązu został odsłonięty w 1976, a jego autorem jest artysta rzeźbiarz Jan Kucz. Pomnik został zaprojektowany na potrzeby polonii brytyjskiej, ostatecznie jednak został postawiony w Polsce. Uroczystego odsłonięcia pomnika dokonano w czasie trwania XXX Międzynarodowego Festiwalu Chopinowskiego, z okazji 150 rocznicy pobytu kompozytora w Dusznikach-Zdroju.

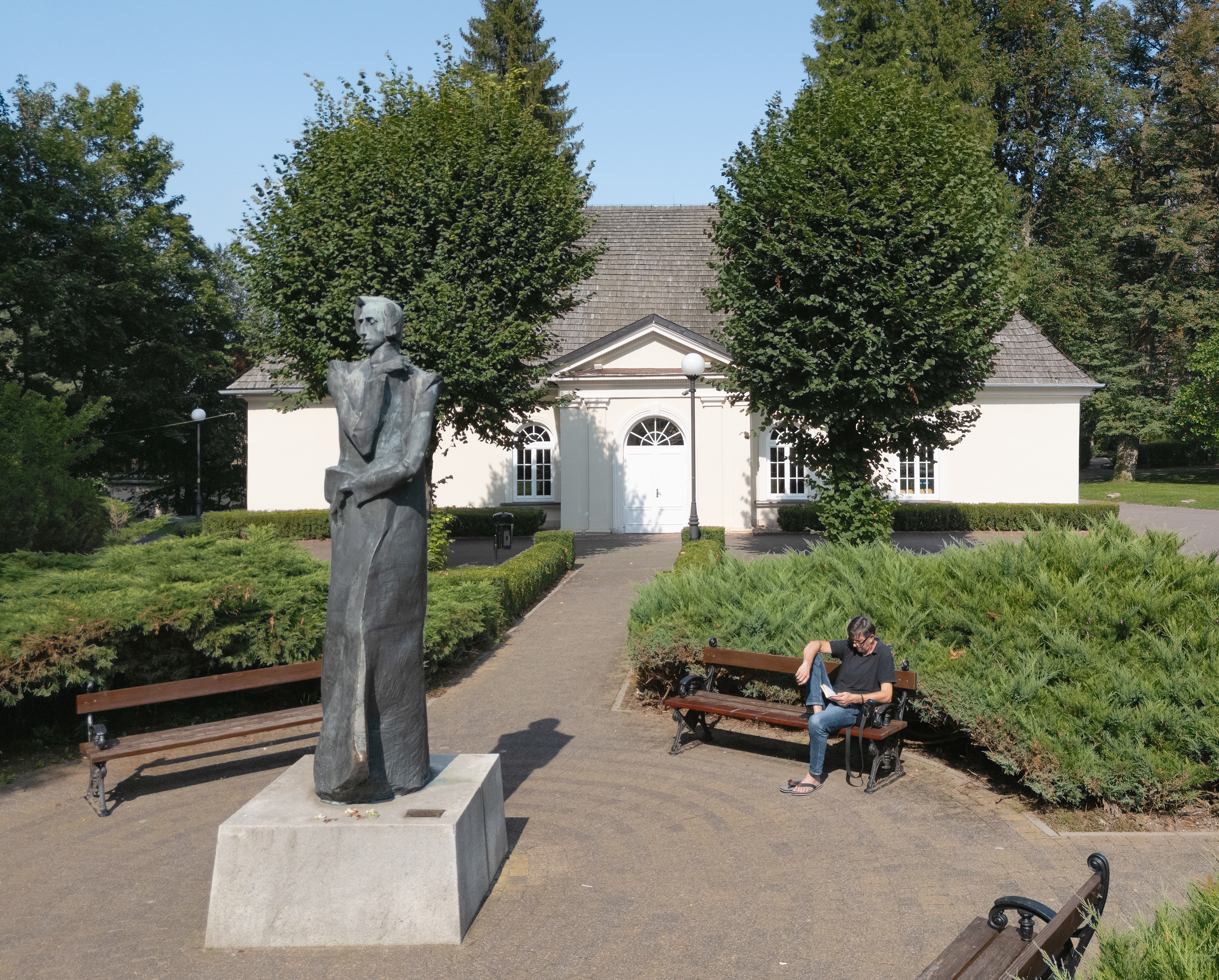
Pomnik na tle teatru zdrojowego